# 光州駅
光州駅（クァンジュえき）は大韓民国光州広域市北区にある、韓国鉄道公社（KORAIL）光州線の駅である。

## 概要
光州の玄関口として市を代表する駅のひとつで、光州広域市の旧市街地からやや北西へ離れて位置する。湖南線から分岐する盲腸線である光州線の終点であり、主に西大田・龍山方面を結ぶ一般列車のターミナル駅として機能している。
元々は慶全線の中間駅であったが、2000年の経路変更により現行の形態となった。過去にはKTXの列車も多く発着していたものの、2015年4月2日の湖南高速線開業と引き換えにKTX乗り入れが廃止され、同列車の発着は光州松汀駅に一本化された。

## 利用可能な路線
- 韓国鉄道公社
  - 光州線

## 駅構造
- 地上駅。
- 駅の南側のみに駅舎・ロータリーがあり、ホームも駅舎に隣接した位置にある。駅敷地の北側は操車場としてのスペースが広がっている（将来、北側への連絡通路を作る計画がある）。

### のりば
| ホーム  | 路線                 | 種別                 | 行先                                    | 備考 |
| ------- | -------------------- | -------------------- | --------------------------------------- | ---- |
| 1・3・4 | 光州線(シャトル列車) | 通勤列車             | 極楽江・光州松汀方面                    |      |
| 5       | 湖南線               | ムグンファ号・ヌリロ | 益山・西大田・天安・龍山方面 / 木浦方面 |      |
| 6       | 湖南線               | ITX-セマウル         | 益山・西大田・天安・龍山方面 / 木浦方面 |      |

- 1・3・4番ホームにもITX-セマウル・ムグンファ号・ヌリロの当駅終着列車が到着する。

## 駅周辺
駅前から放射線状に道路が広がっている。
光州都市鉄道の1号線は光州駅からはやや離れており、最寄の駅でも1km以上の距離がある。2号線が光州駅を通るルートになっているが、まだ計画段階である。
- 周辺施設
  - 全南日報
  - 湖南日報
  - 現代百貨店

## 歴史

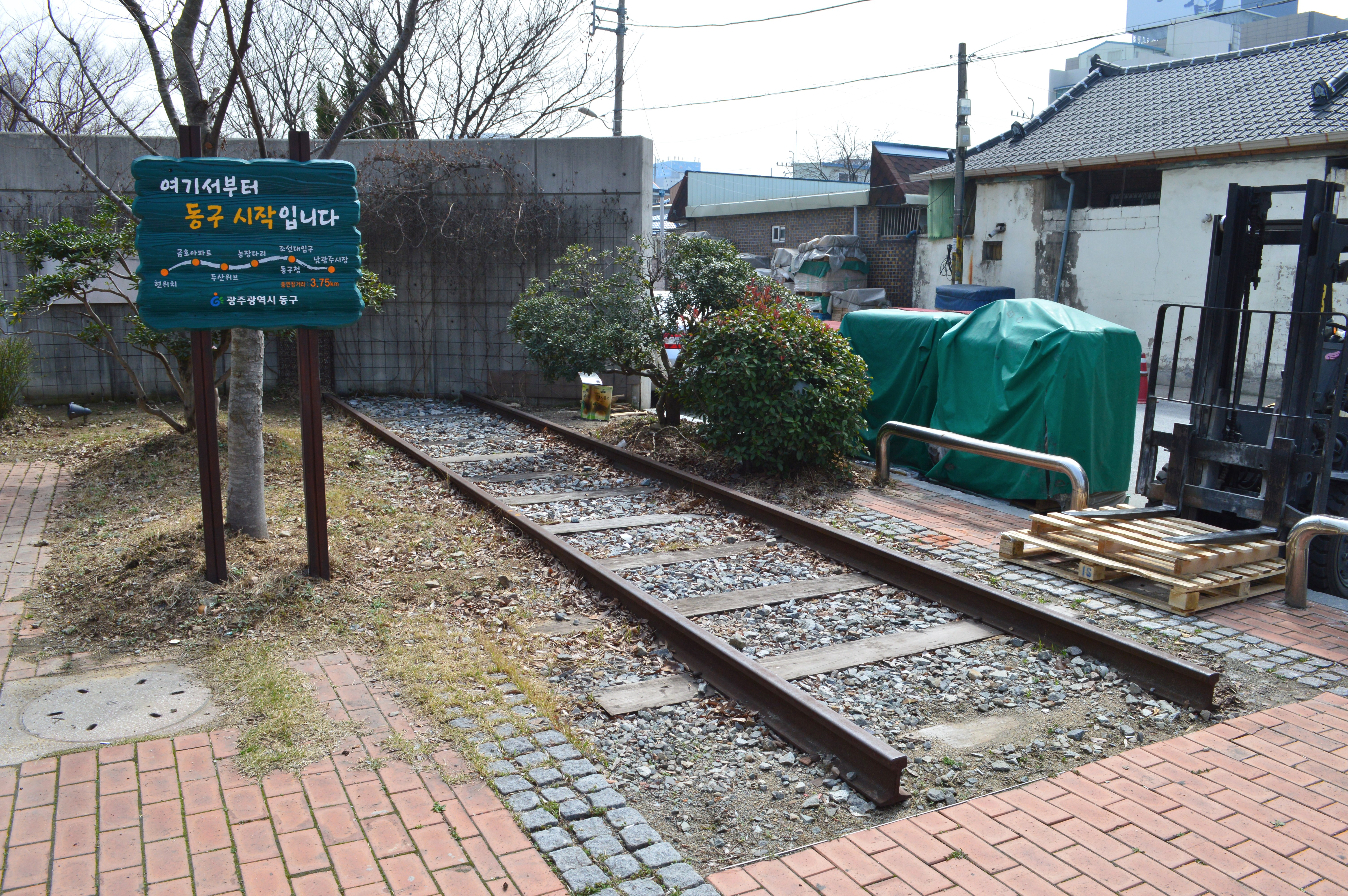
かつて光州駅に接続した慶全線の廃線跡

- 1922年7月1日 - 開業[1]。現在の東区内、大仁市場西端から東部消防署にかけての辺りに所在（現在、東部消防署の敷地内にかつての光州駅所在を示す石碑が建てられている）。当時は南朝鮮鉄道（後に合併して朝鮮鉄道）全南線（松汀里－潭陽）の駅。1928年に朝鮮総督府に買収され国有化（光州線）。
- 1930年 - 南朝鮮鉄道（上記の同名会社とは別）光麗線（光州－麗水港）開通[2]。1936年には光麗線が国有化されて線区換え、光州駅は松麗線（松汀里－麗水港；後に分れて慶全線・全羅線に改称）と（旧）光州線（光州－潭陽）の分岐駅となる。
- 1944年10月31日 - （旧）光州線が線路供出のため営業休止、後にそのまま廃止。
- 1950年 - 朝鮮戦争の戦火により駅舎が焼失。
- 1969年7月25日 - 都市整備の一環として現在地に移転。
- 2000年8月10日 - 慶全線の線路付け替えにより、同線の孝泉駅-光州駅間が廃止され、新たに設定された(新)光州線の終着駅となる[3]。
- 2004年4月1日 - KTX開業、改築。
- 2015年4月2日 - 湖南高速線開業に伴い、KTXの乗り入れを廃止。
- 2016年12月9日 - ヌリロ乗り入れ開始。

## 隣の駅
韓国鉄道公社
光州線
極楽江駅 - 光州駅